# Ana Blandiana
Ana Blandiana (pseudónimo de Otília Valeria Coman; Timisoara, 25 de Março de 1942) é uma poetisa, ensaísta e política romena. É considerada uma das principais autoras contemporâneas romenas. Escolheu o seu nome literário em homenagem a Blandiana, perto de Vințu de Jos, Concelho de Alba, onde se localiza a aldeia da casa da sua mãe.

## Obras

### Poesia
- Persoana întâia plural, 1964
- Călcâiul vulnerabil, 1966;
- A treia taină, 1969;
- 50 de poeme, 1970;
- Octombrie, Noiembrie, Decembrie, 1972;
- Poeme, 1974;
- Somnul din somn, 1977;
- Întâmplări din grădina mea, 1980;
- Ochiul de greier, 1981;
- Ora de nisip, 1984;
- Stea de pradă, 1986;
- Alte întâmplări din grădina mea, 1987;
- Întâmplări de pe strada mea, 1988;
- Poezii, 1988;
- Arhitectura valurilor, 1990;
- 100 de poeme, 1991;
- În dimineața de după moarte, 1996;
- La cules îngeri, 1997, 2003, 2004;
- Cartea albă a lui Arpagic, 1998;
- Balanța cu un singur talger, 1998;
- Soarele de apoi, 2000;
- Refluxul sensurilor, 2004;
- Poeme (1964-2004), 2005;
- Întoarcerea lui Arpagic, 2008;
- Patria mea A4, 2010;
- Pleoape de apă, 2010;

### Ensaios
- Calitatea de martor, 1970, 2003
- Eu scriu, tu scrii, el/ea scrie, 1975
- Cea mai frumoasă dintre lumile posibile, 1978
- Coridoare de oglinzi, 1983
- Autoportret cu palimpsest, 1985
- Orașe de silabe, 1987
- Geniul de a fi, 1998
- Ghicitul în mulțimi, 2000
- Cine sunt eu?, 2001
- A fi sau a privi, 2005
- O silabisire a lumii, 2006
- Spaima de literatură, 2006
- Fals tratat de manipulare, 2013
- Istoria ca viitor, 2017

#### Prosa
- Cele patru anotimpuri, 1977, 2001 - nuvele fantastice;
- Proiecte de trecut, 1982 - nuvele fantastice;

## Filiações
- Membro da União Dos Escritores da Roménia
- Membro da Academia Europeia de Poesia
- Presidente do PEN Clube romeno, após a sua re-fundação em 1990
- 1994 - Fundadora e líder da Aliança Cívica Fundação, um movimento não-partidário, cujo objetivo era atenuar as consequências de mais de cinquenta anos de comunismo na Romênia.